# Samuel Adalberg

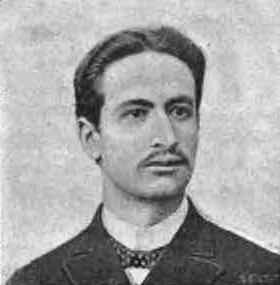
Samuel Adalberg

Samuel Adalberg (* 1868 in Warschau; † 10. November 1939 ebenda) war ein polnischer Literaturhistoriker und Sprachwissenschaftler, der sich insbesondere mit der Sammlung und Erforschung polnischer Sprichwörter beschäftigte.

## Leben
Adalberg studierte in Berlin, Leipzig, Prag sowie Paris und begann seine philologischen Arbeiten mit der Edition und Herausgabe von polnischen Texten aus dem 16. Jahrhundert.
Sein Hauptbeschäftigungsfeld war jedoch die Parömiologie. In den Jahren 1889 bis 1894 gab er die Księga przysłów, przypowieści i wyrażeń przysłowiowych polskich (Buch der polnischen Sprichwörter, Gleichnisse und sprichwörtlichen Wendungen) heraus, in dem die ca. 30000 Einträge nach dem Kernwort und nicht mehr alphabetisch sortiert sind. Zu seinen Quellen zählen bedeutende Schriftsteller von Mikołaj Rej bis Ignacy Krasicki sowie Arbeiten von Ethnografen und Folkloristen des 19. Jahrhunderts. Dieses Werk stellte in seinem Umfang ein Unikum nicht nur für die polnische Sprache, sondern für alle slawischen Sprachen dar. Nichtsdestoweniger wird an diesem monumentalen Werk kritisiert, dass weder Texte vor Mikołaj Rej, wie die von Biernat z Lublina, noch aus dem 19. Jahrhundert berücksichtigt wurden, wie Pan Tadeusz von Adam Mickiewicz oder Pan Jowialski von Aleksander Fredro. Für dieses Werk wurde Adalberg 1898 mit der Mitgliedschaft in der philologischen Kommission der Akademia Umiejętności belohnt.
Daneben hat er 580 jiddische Sprichwörter aus der Sammlung von Ignaz Bernstein ins Polnische übersetzt und annotiert. Diese Arbeit wurde 1890 in der Zeitschrift Wisła und später einzeln veröffentlicht.
Ab 1918 war Adalberg Berater des Polnischen Ministeriums für Bildung und Religiöse Belange.
Nachdem Warschau 1939 von den Nationalsozialisten besetzt worden war, beging er Selbstmord.

## Nachwirken
Sein Hauptwerk Księga przysłów, przypowieści i wyrażeń przysłowiowych polskich wurde unter der Leitung von Julian Krzyżanowski zur Nowa księga przysłów i wyrażeń przysłowiowych polskich (4 Bände, 1969–1978) erweitert.

## Werke
- Historia trojańska, 1896
- Zwierciadło von Mikołaj Rej, 1897
- Księga przysłów, przypowieści i wyrażeń przysłowiowych polskich, 1889–1894